# Sura (Babilònia)

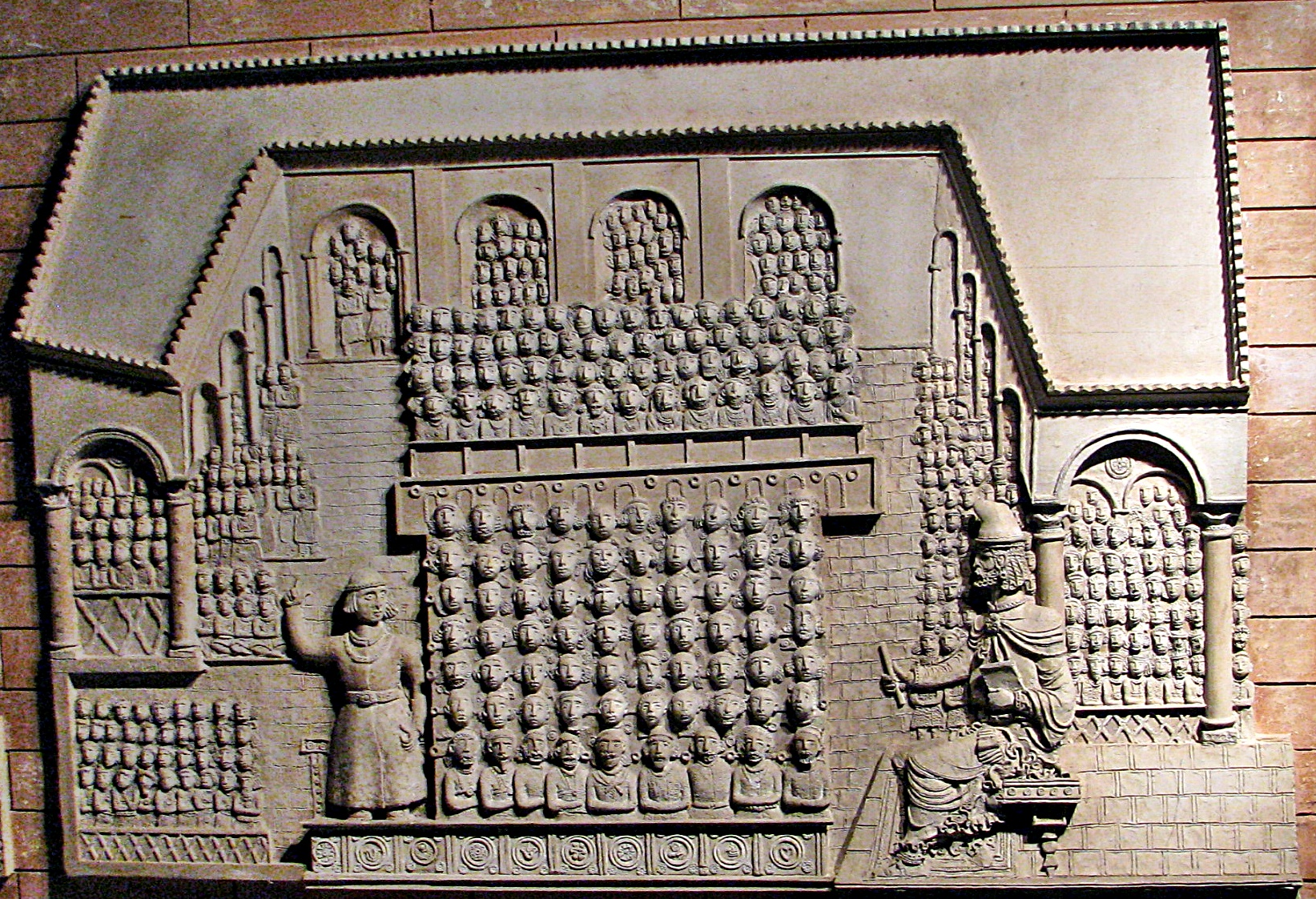
Imatge d'un relleu que representa al rabí Ashi ensenyant el Talmud babilònic, en l'acadèmia talmúdica de Sura, a Babilònia, en el EC. Bet ha-Tefutsot, Israel.

Sura fou una ciutat al sud de l'antiga Babilònia, a l'oest del riu Eufrates. Era coneguda per la seva producció agrícola: raïm, blat i civada. Fou coneguda també per ser la seu d'una important yeshiva o acadèmia rabínica, que va ser fundada per Abba Arika en el segle iii. Aquesta acadèmia, juntament amb les acadèmies de Pumbedita i Nehardea, fixaren el Talmud de Babilònia, conegut també com el Talmud. L'acadèmia es va mantenir fins al segle xi. A la segona meitat del segle xii, el viatger jueu Benjamí de Tudela tan sols va trobar desolació a on abans estava la ciutat de Sura.